# Bryum badhwarii
Bryum badhwarii là một loài rêu trong họ Bryaceae. Loài này được Ochi mô tả khoa học đầu tiên năm 1966.